# Larry Solov
Laurence Gregory Solov (né en 1968) est un avocat américain, cofondateur et Directeur Général de Breitbart News depuis 2012.

## Origine et formation
Solov est né dans une famille juive à Los Angeles. Sa mère, Joanne (née Skolnick), est travailleuse sociale et son père, Lessing Solov, avocat. Son grand-père, Charles Solov, est né dans l'empire russe et a émigré aux États-Unis au début du vingtième siècle. Il a une sœur cadette, Rachel. En 1990, il reçoit un diplôme d'études religieuses de l'Université Stanford, puis, en 1994, un diplôme de droit de l'Université de Californie à Los Angeles.

## Carrière
Solov devient Directeur Général, propriétaire principal et président de Breitbart News après la mort d'Andrew Breitbart en 2012. Il était ami d'enfance de Breitbart et avait fait office de conseiller général de la compagnie à partir de 2007. Il a raconté en 2015 que, quand Breitbart et lui décidèrent de fonder Breitbart News, leur intention est de créer un média pro-liberté (« pro-freedom ») et favorable à Israël (« pro-Israel »)[réf. nécessaire].